# Ригел, Сэм
Сэмюэл Брент Оскар Ригел (англ. Samuel Brent Oscar Riegel; род. 9 октября 1976, Вашингтон) — американский актёр озвучивания, режиссёр и сценарист, автор песен. Постоянный участник веб-шоу Critical Role, в котором актёры озвучивания играют в настольную ролевую игру Dungeons & Dragons. Вне шоу наиболее известен работой над озвучиванием черепашки-ниндзя Донателло для сериала 2003 года и озвучкой адвоката Феникса Райта для видеоигры Ace Attorney.

## Карьера
В 2012 году, во время одного из выпусков подкаста «All Work No Play», посвящённому игре Dungeons & Dragons, Ригел создал персонажа по имени Сканлан Шортхальт, что стало первым шагом на пути к созданию другого популярного шоу.
В том же 2012 году его лучший друг и соавтор подкастов «All Work No Play» Лиам О’Брайен позвал Сэма поиграть в DnD с другими актёрами озвучивания.
Через несколько лет, в 2015 году, актёры приняли решение транслировать свою игру на YouTube-канал Geek & Sundry, не ожидая от этого какого либо успеха, однако впоследствии став самым популярным разговорным шоу на Twitch. Рубрика получила название Critical Role.
В 2018 году он получил дневную премию «Эмми» за лучшую режиссуру анимационной программы за работу над Danger & Eggs.

## Личная жизнь
Ригел еврейского происхождения. Его бабушка пережила Холокост. Младшая сестра Сэма, Иден Ригел, — актриса и режиссёр.
Ригел живёт в Лос-Анджелесе со своей женой, кинематографистом Куен Тран. У пары есть дочь и сын.
11 сентября 2001 года Ригел и Тран стали свидетелями терактов в Нью-Йорке.
В июле 2024 года Ригел объявил о том, что проходит курс лечения от рака ротоглотки.

## Избранная фильмография

###### Список озвучивания в аниме
| Год       | Название                           | Роль                                                                 | Источник  |
| --------- | ---------------------------------- | -------------------------------------------------------------------- | --------- |
| 2003      | Самурай Дипер Кё                   | Котаро Макаора                                                       | [ 7 ]     |
| 2004      | Комическая вечеринка               | Казуки Сендо                                                         | [ 7 ]     |
| 2004      | Гангрейв                           | Различные персонажи                                                  | [ 8 ]     |
| 2004      | Король-шаман                       | Фауст VIII                                                           |           |
| 2004      | Агент Паранойи                     | Маленький Слаггер, другие                                            | [ 8 ]     |
| 2004      | Технолайз                          | Казухо Ёсии, другие                                                  | [ 8 ]     |
| 2005      | Гренадёр                           | Соичиро Кадотакэ, другие                                             | (и далее) |
| 2005      | Король демонов с сегодняшнего дня! | Гюнтер                                                               |           |
| 2005      | Наруто                             | Заку Абуми, Шино Абураме и другие                                    |           |
| 2005      | Gensomaden Saiyuki                 | Демон-самозванец, главарь мафии, страж у ворот                       |           |
| 2005      | Самурай Чамплу                     | Различные персонажи                                                  |           |
| 2005      | На земле и на небесах              | Различные персонажи                                                  |           |
| 2005      | Мелодия забвения                   | Человек с мыса, Эйчи Хикояма                                         |           |
| 2006      | Судьба/Ночь схватки                | Широ Эмия                                                            |           |
| 2006      | Эрго Прокси                        | Палл                                                                 |           |
| 2006      | Огнём и мечом                      | Клатт, другие                                                        |           |
| 2007      | Меланхолия Харухи Судзумии         | Танигути , Эйдзиро Омори (владелец магазина бытовой техники), другие |           |
| 2008      | Код Гиасс: Восставший Лелуш        | Кловис ла Британия                                                   |           |
| 2008      | Lucky Star                         | Минору Сираиси , Рассказчик                                          |           |
| 2008      | Гуррен-Лаганн                      | Вирал                                                                |           |
| 2008      | Хеллсинг Ultimate                  | Офицеры Ватикана                                                     |           |
| 2012—2017 | Синий Экзорцист                    | Мефисто Фель                                                         |           |
| 2013      | K                                  | Яширо Исана, Дух Лисы (нынешний Бесцветный Король)                   |           |
| 2018      | Ace Attorney                       | Фурио Тигре                                                          | [ 9 ]     |

###### Список озвучивания в мультипликации
| Год       | Название                  | Роль                                             | Источник |
| --------- | ------------------------- | ------------------------------------------------ | -------- |
| 2003—2010 | Черепашки-ниндзя          | Донателло, другие; Режиссёр дубляжа (6-7 сезоны) | [ 10 ]   |
| 2011—2014 | Клуб Винкс                | Ривен                                            | [ 10 ]   |
| 2013—2018 | София Прекрасная          | Различные персонажи                              | [ 9 ]    |
| 2013—2016 | С приветом по планетам    | Император Круто и другие                         | [ 9 ]    |
| 2015—2018 | Рассол и Арахис           | Знойная собака, другие                           | [ 9 ]    |
| 2017—2021 | Утиные истории            | Слэш / Режиссёр дубляжа                          | [ 9 ]    |
| 2022—2024 | The Legend of Vox Machina | Сканлан Шортхальт                                | [ 11 ]   |

###### Список озвучивания в видеоиграх
| Год  | Название                                                 | Роль                                  | Источник  |
| ---- | -------------------------------------------------------- | ------------------------------------- | --------- |
| 2009 | Resident Evil: Хроники тёмной стороны                    | Стив Бернсайд                         | [ 9 ]     |
| 2009 | Teenage Mutant Ninja Turtles: Turtles in Time Re-Shelled | Донателло, Бакстер Стокман, Пехотинцы | [ 9 ]     |
| 2010 | Transformers: War for Cybertron                          | Старскрим                             | [ 9 ]     |
| 2010 | Metal Gear Solid: Peace Walker                           | Солдаты / Массовка                    | [ 9 ]     |
| 2012 | The Amazing Spider-Man                                   | Питер Паркер / Человек-паук           | (и далее) |
| 2012 | Transformers: Fall of Cybertron                          | Старскрим                             |           |
| 2013 | Phoenix Wright: Ace Attorney — Dual Destinies            | Феникс Райт                           |           |
| 2016 | Ratchet & Clank                                          | Зед, Зуркон мл.                       |           |
| 2016 | Phoenix Wright: Ace Attorney — Spirit of Justice         | Феникс Райт                           |           |
| 2018 | Fallout 76                                               | Рейнджер Росс, Виктор, Квентин Арлен  |           |
| 2021 | Nier Replicant вер.1.22474487139…                        | Джейкоб, дополнительные голоса        |           |

###### Интернет-шоу и сериалы
| Год        | Название         | Роль                                                             | Примечания |
| ---------- | ---------------- | ---------------------------------------------------------------- | --- |
| 2015—н. в. | Critical Role    | Сканлан Шортхальт(кампания 1), Нотт(кампания 2), FCG(кампания 3) | Актерский состав; Веб-сериал Dungeons & Dragons |
| 2016—2021  | Talks Machina    | В роли самого себя                                               | Critical Role пост-шоу |
| 2018—н. в. | All Work No Play | В роли самого себя                                               | Веб-сериал, в котором Ригел и Лиам О’Брайен общаются за выпивкой и пробуют новое занятие в каждой серии. Шоу было разработано на основе их оригинального подкаста AWNP (2012—2017). |